# Teologia cristã
A teologia cristã procura a razão no interior da fé cristã. Segundo a fórmula de  Anselmo de Canterbury, a teologia é fides quaerens intellectum ("a fé que procura a inteligência"). Trata-se, pois, de uma tentativa da inteligência racional de abordar a fé por meio das categorias filosóficas (gregas, no início e, posteriormente, modernas). 
Nessa perspectiva, a teologia cristã é um discurso de fé acerca de tudo quanto se relaciona a Deus, aos propósitos divinos, às relações entre Deus e o Homem, à Bíblia (e outras fontes consideradas como divinamente inspiradas) e à doutrina cristã.
Encontra-se expressa, basicamente, em quatro grandes seções:
- teologia sistemática;
- teologia bíblica/teologia exegética;
- teologia prática;
- teologia histórica.

Os teólogos cristãos recorrem à exegese bíblica e à análise racional para entender, explicar, testar, criticar e defender o Cristianismo. A teologia também pode ser utilizada para atestar a veracidade do cristianismo, compará-lo a outras tradições ou religiões, defendê-lo de críticos, corroborar qualquer reforma cristã, propagar o cristianismo ou para uma variedade de outras finalidades. A teologia cristã foi de grande influência na Europa ocidental, especialmente na Europa pré-moderna.

## Perspectiva católica
A Igreja Católica defende o uso da teologia enquanto ciência ou estudo racional, mas assente sempre na obediência à fé, que estuda sistematicamente e com método racional a Revelação divina na sua totalidade, que está compilada na chamada Tradição. A Tradição tem uma parte oral e uma parte escrita que está centrada na Bíblia. As conclusões da Teologia faz evoluir a compreensão, clarificação, definição sistemática e desenvolvimento da doutrina católica.

## Perspectiva protestante
O segmento protestante, ou evangélico, não crê em purgatório, nem classifica os pecados como venial, mortal ou capital. Seguindo os preceitos bíblicos, não existe pecado pequeno ou grande, pois «todos pecaram e destituídos estão da glória de Deus» ((Romanos 3:23). O pecado nada mais seria do que a transgressão aos mandamentos de Deus (segundo I João 3:4). Todo aquele que pratica o pecado também transgride a Lei, porque o pecado é a transgressão da Lei. Pecado é um ato, pois «cada um é tentado, quando atraído e engodado pelo seu próprio desejo. Depois, havendo concebido o desejo, dá à luz o pecado; e o pecado, sendo consumado, gera a morte.» (Tiago 1:14–15). Para que tenhamos salvação e desfrutemos da vida eterna, seria preciso então somente crer («Pela graça sois salvos, por meio da fé...» (Efésios 2:8) que Jesus é o único e suficiente salvador e confessar os pecados para que sejam perdoados («Se confessarmos os nossos pecados, ele é fiel e justo para nos perdoar os pecados, e nos purificar de toda a injustiça» (I João 1:9). Outra necessidade seria o arrependimento, e não somente remorso, que levaria os fiéis a cometerem novamente os mesmos erros por não terem mais lembrança da "culpa" que os abateu.
Os métodos usados, os tópicos estudados e as suas disciplinas são semelhantes às outras teologias das principais confissões cristãs, algo que tem muito a ver com a sua base comum. Mas a sua interpretação das verdades reveladas e posterior definição das doutrinas apresentam diferenças em relação às suas congéneres cristãs, nomeadamente na questão da veneração dos santos e da Virgem Maria, da justificação, da infalibilidade e primazia do Papa, da noção de verdadeira Igreja de Cristo, da composição dos cânones da Bíblia e da validade da Tradição oral.

## Divisões da teologia cristã

### Síntese
Muitas vezes, as variadas disciplinas teológicas e suas respectivas sub-disciplinas associam-se e englobam-se umas às outras, inter-relacionando-se, podendo frequentemente um tema ou até um locus (área específica de estudo e reflexão) ser tratado em conjunto, sob aspectos diferentes, por várias disciplinas (e sub-disciplinas). Por esta razão, existe entre elas uma grande permeabilidade, intercâmbio e inter-disciplinaridade.
De um modo resumido e geral, o relacionamento entre as disciplinas teológicas dá-se da seguinte maneira:
- A teologia exegética, usando a técnica da exegese, analisa profundamente a Bíblia, cujos princípios de interpretação são estudados pela hermenêutica bíblica;
- A teologia bíblica usa e organiza os resultados da teologia exegética e estuda também a evolução e o desenrolar da Revelação progressiva de Deus à humanidade, passando obviamente pelo Antigo Testamento e Novo Testamento;
- Com o encontro e o conhecimento das verdades reveladas na Bíblia e, no caso católico, em outras fontes válidas da Tradição, toda essa verdade bíblica é estudada, reflectida, debatida, explicada e posteriormente reunida num grande sistema explicativo unificado. Esse trabalho é reservado à teologia sistemática;
- As verdades, os princípios e os dogmas explicados e estudados pela teologia sistemática iriam ser depois defendidos pela Apologética perante a sociedade, as heresias, os ateus e as outras religiões;
- Depois do estudo puramente teórico, a teologia prática pretende aplicar as conclusões teológicas ao quotidiano e também estudar o modo como a Igreja comunica a sua fé e as suas verdades, bem como as variadas acções de santificação ou de outra natureza da Igreja no mundo. Neste contexto, a teologia moral tem simultaneamente aspectos sistemáticos e práticos;
- Finalmente, a evolução da teologia ao longo dos tempos e a História do Cristianismo são estudadas pela teologia histórica, que dá especial destaque à recepção e compreensão das verdades reveladas e à evolução na formulação da doutrina ao longo da História. Esta teologia estuda também, como por exemplo, a Patrística, a Escolástica e outras correntes e movimentos teológicos.

### Lista das disciplinas eloci
De um modo mais concreto, a Teologia cristã pode ser dividida em:
- Estudos bíblicos:
  - Teologia exegética;
  - Hermenêutica bíblica;
  - Teologia bíblica.
- Teologia sistemática, que, pelo menos na perspectiva católica, pode ser dividida em 2 ramos principais: a teologia dogmática[2] e a teologia moral.[3] Esta teologia engloba várias áreas de estudo, como por exemplo:
  - Prolegómenos, que introduz os princípios primários, básicos e fundamentais da Teologia;
  - Teontologia, que trata do estudo de Deus e, especificamente, de Deus Pai;
  - Cristologia, que estuda Cristo, bem como a sua vida, missão, natureza e relação com Deus e com a humanidade;
  - Pneumatologia, que estuda o Espírito Santo;
  - Antropologia teológica, que estuda a realidade do ser humano sob o ponto de vista teológico;
  - Soteriologia, que estuda a salvação, nomeadamente a noção de justificação e de santidade;
  - Eclesiologia, que estuda os múltiplos aspectos e facetas da Igreja;[4]
  - Escatologia, que estuda o fim do mundo e o destino do Homem;
  - Teologia dos sacramentos (ou teologia sacramental), que estuda os sacramentos;
  - Hamartiologia, que estuda o pecado e o mal;
  - Angeologia, que estuda os anjos e a sua missão;
  - Demonologia, que estuda os demónios, particularmente Satanás;
  - Mariologia, que é o estudo teológico sobre Maria (mãe de Jesus);
- Teologia especulativa, que tenta penetrar mais ainda no mistério contido nas verdades reveladas, mas não desejando ir mais além delas. Ela pretende mostrar a "sua inteligibidade e a conexão entre elas, com a ajuda das ciências ditas profanas ou naturais".
- Teologia prática, que pode ser dividida em:
  - "Teologia litúrgica", que estuda os múltiplos ritos ou actos de adoração e culto da Igreja nas suas mais diferentes expressões - a liturgia;[5]
  - "Teologia de Direito Canónico", que estuda o poder da Igreja de legislar, enquanto sociedade hierarquizada e instituída por Jesus (direito canónico);[6]
  - "Teologia Pastoral", que cuida da aplicação prática dos ensinamentos teológicos à acção ou pastoral da Igreja e à vida quotidiana de cada crente, incluindo a sua formação;
  - "Teologia espiritual", que estuda a caminhada de configuração da personalidade humana até esta atingir a santidade e, inclusivamente, a perfeição. Esta teologia engloba a teologia ascética e a teologia mística.[7]
- Apologética.[8]
- Teologia histórica.

Além destas disciplinas e sub-disciplinas, que podem ser classificados e ordenados de maneira diferente em relação à lista supra-mencionada, existem muitas outras dentro da tão diversa teologia.

#### Alguns temas tratados
- Santíssima Trindade
- Ecumenismo
- Indulgência
- Sucessão apostólica
- Purgatório
- Virgem Maria
- Transubstanciação e Corpus Mysticum
- Santidade e canonização
- Sacramentos
- Sacerdócio
- Doutrina Social da Igreja
- Tradição católica
- Batismo infantil
- Criação (teologia)
- Anjos
- Igreja
- Reino de Deus
- Novíssimos e vida eterna
- Salvação

### Movimentos

#### Pós-reforma
- Adventismo.
- Anglicanismo.
  - Anglo-Catolicismo.
- Arminianismo (reação ao Calvinismo): soteriologia que afirma que o homem é livre para aceitar ou rejeitar o dom de Deus da salvação; identificado com o teólogo holandês reformista Jacobus Arminius, desenvolvida por Hugo Grotius, defendido pelos Remonstrantes, e popularizado por John Wesley. A doutrina chave das igrejas Anglicanas e Metodistas, adotada por muitos Batistas e alguns Congregacionalistas.
- Calvinismo: Tipo de soteriologia avançada criada pelo Reformador protestante francês João Calvino, que defende as opiniões de Santo Agostinho sobre a eleição e rejeição; Afirma a Predestinação, a soberania de Deus e a incapacidade do homem para realizar sua própria salvação por acreditar na regeneração.
- Movimento carismático: Movimento em muitas igrejas protestantes e algumas católicas que enfatiza os dons do Espírito e no contínuo trabalho do Espírito Santo no corpo de Cristo; freqüentemente associada ao falar em línguas e a cura divina.
- Congregacionalismo:Sistema utilizado por Congregacionalistas, Batistas, Pentecostais e igrejas, em que cada congregação se auto-regula e é independente de todos os outros.
- Contra-Reforma (ou Reforma Católica): A resposta da Igreja Romana Católica a Reforma Protestante. (veja também Concílio de Trento)
- Panenteísmo.
- Deísmo: A doutrina geral que nenhuma fé é necessária para justificar a existência de Deus e/ou a doutrina de que Deus não intervém nos assuntos terrestres (contrasta com Fideísmo).
- Dispensacionalismo: Crença hermenêutica bíblico e na filosofia da história que vê o desdobramento histórico em várias dispensações de Deus para a humanidade.
- Evangelicalismo: Tipicamente conservadora, predominantemente protestante. Prioriza maiormente as perspectivas evangelistas das outras actividades da Igreja acima mencionadas (ver também neo-evangelicalismo).
- Fideísmo: A doutrina que a fé é irracional, que a existência de Deus transcende a lógica, e que todos os conhecimentos de Deus funcionam na base da fé (contrasta com o Deísmo).
- Liberalismo: Crença em interpretar a Bíblia de forma a permitir o máximo de liberdade individual.
- Metodismo: Forma de funcionamento da igreja e doutrina usada na Igreja Metodista.
- Modernismo: Crença que a verdade muda, assim a doutrina deve evoluir em função de novas informações ou tendências.
- Mormonismo: Crença de que o Livro de Mormon e outros volumes literários poderão ser também considerados Escrituras divinas; crença em profetas e apóstolos; considerada como uma doutrina diferente ou pseudo-cristã por algumas outras denominações cristãs; refere-se especialmente às crenças de A Igreja de Jesus Cristo dos Santos dos Últimos Dias.
- Novo pensamento: Movimento baseado na Inglaterra durante o século XIX que acredita no pensamento positivo. Várias denominações surgiram disso, incluindo a Igreja Unida e a Ciência Religiosa.
- Anti-conformismo: Advoga a liberdade religiosa; inclui os Metodistas, Batistas, Congregationalistas e Salvacionistas.
- Antitrinitarismo: Rejeição da doutrina da Trindade.
- Pentecostalismo.
- Presbiterianismo: Forma de governança usada nas igrejas Presbiterianas e Reformadas.
- Puritanismo: Movimento para purificar o Episcopalismo de qualquer aspecto ritual.
- Supersessionismo: Acredita que a Igreja Cristã, o corpo de cristo, é o único povo eleito de Deus na era da Nova aliança.
- Restauracionismo: Tentativa de retornar ao modelo de Igreja do Novo Testamento. Em que uma das doutrinas fundamentais considera a idade média como um período conhecido como apostasia, gerando a necessidade de um retorno à real teologia cristã em sua "totalidade" e "pureza" por meio de uma restauração divina da ordem sacerdotal cristã.
- Tractarianismo: Movimento de Oxford. Levou ao Anglo-Catolicismo.
- Ultramontanismo: Um movimento do século XIX da Igreja Católica romana para enfatizar a autoridade papal, particularmente durante a Revolução Francesa e a secularização do Estado.
- Unitarianismo: Rejeita a Trindade e também a divindade de Cristo, com algumas exceções.
- Universalismo: De várias formas, a crença que todas as pessoas no final serão reconciliadas com Deus.